# L’Orbrie
L’Orbrie település Franciaországban, Vendée megyében. Lakosainak száma 801 fő (2022. január 1.). L’Orbrie Fontenay-le-Comte, Mervent, Pissotte és Saint-Michel-le-Cloucq községekkel határos.

## Népesség
A település népességének változása:
| Lakosok száma | 807  | 804  | 819  | 797  | 793  | 787  | 788  | 795  | 801  |
|               | 2013 | 2015 | 2016 | 2017 | 2018 | 2019 | 2020 | 2021 | 2022 |